# Patrística

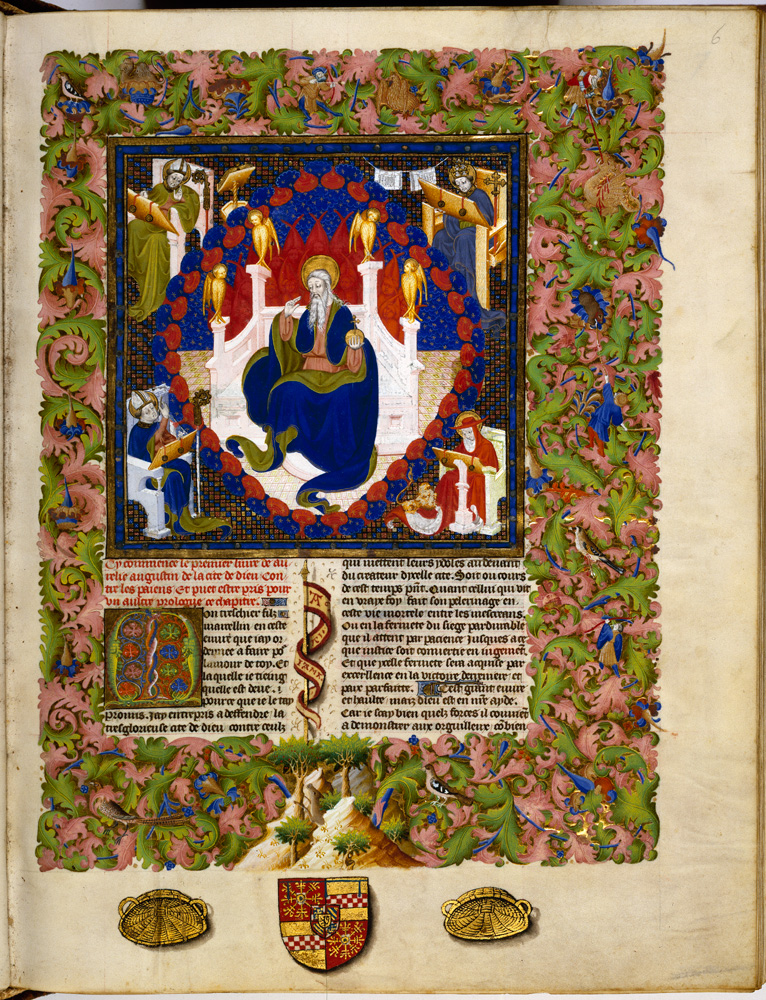
Manuscrito da Cidade de Deus, a obra mais famosa de Agostinho de Hipona.
Início do século XV, atualmente na Biblioteca Nacional da Holanda.

Patrística é o estudo dos escritos dos Pais da Igreja, denomina também um período e uma tradição filosófica e teológica da antiguidade tardia em que ocorreu o primeiro encontro substancial entre o cristianismo e a filosofia, até então entendida como parte da cultura pagã greco-romana, dando lugar à formação das bases das filosofias e teologias cristãs que serão profundamente influentes na posterior história da filosofia e do cristianismo. Costuma ser localizado, no mundo latino, entre a vida de Clemente Romano e Justino, até a morte de Isidoro de Sevilha ou Beda, ou, na região bizantina, até a morte de João Damasceno. Outras cronologias adotam diferentes modelos para os vários contextos linguísticos-geográficos da patrística - como a região do Cáucaso (Armênia e Geórgia, por exemplo), do norte de África, da etiópia, entre outras.
A literatura patrística essencial foi escrita em múltiplas línguas - latim, grego, siríaca, copta, arménia, georgiana, ge'ez e árabe. Cobrindo uma diversidade de temas - como a teologia, apologética, filosofia, eclesiologia, hinologia e poesia.
Originalmente, o termo 'patrística' era um adjetivo sinônimo de 'teologia', utilizado pelos antigos de maneira pouco restrita para compreender os Pais da Igreja da antiguidade até a idade média. É no século XVII, entretanto, através da obra de teólogos luteranos e católicos, que recebe uma significação mais precisa, localizando-se no período intermediário entre a teologia 'bíblica' e a 'escolástica', e fixando seu término na morte de Gregório Magno ou Isidoro de Sevilha, na cristandade latina, e com a morte de João Damasceno, no bizâncio.
Analogamente, o termo 'patrologia' foi criado nesse mesmo período, pelo luterano J. Gerhard, denominando o estudo histórico e literário dos escritores cristãos antigos. Entretanto, a atividade que denomina, da organização da antologias e biografias dos escritores cristãos importantes, remonta à própria antiguidade, especialmente à Eusébio de Cesareia, considerado 'pai da Patrologia' enquanto estilo. Exercerá influência sobre Jerônimo, cuja obra é conhecida e torna-se chave de uma tradição que será continuada no período medieval europeu como também em outras geografias da cristandade, como na região siríaca. Com o renascimento e a reforma protestante, cresceu um intenso interesse pela história e os escritos da patrística, levando à uma proliferação de estudos nos séculos XVII e XVIII.
A filosofia surge na história do cristianismo através do interesse dos cristãos cultos por seu valor intelectual e sua função apologética, como também pela crítica e rejeição que outros cristãos fizeram da filosofia enquanto uma forma de sabedoria pagã e antagônica à religião. Muitos cristãos, entretanto, evitavam rejeitar integralmente seu valor, dado que alguns, principalmente no momento em que a religião passa à se difundir além da região da palestina, possuíam já uma formação na filosofia grega, convertendo-se tardiamente e compreendendo essa conversão como parte de uma trajetória filosófica anterior.

## Justino
Justino, nascido em Nablus, na palestina, é um caso exemplar entre os primeiros apologistas cristãos. Dos seus escritos preservados, os mais importantes são a Primeira Apologia (150) e a Segunda Apologia, endereçadas, respectivamente, aos imperadores Adriano e Marco Aurélio. O terceiro, escrito por volta de 160, é o Dialogo de Trífon, uma narrativa de sua trajetória filosófica e religiosa, da cultura pagã à conversão, que, ainda que estilizada, oferece uma visão das relações entre cristianismo e filosofia que se desenvolviam naquele período.

Frontispicio de
Obras de Justino, filósofo e martir,
em uma edição bilingue (grego e latino)
de 1636.

Recebendo uma cultura grega significativa, Justino cultivou um interesse pela filosofia desde a juventude, passando por diversas escolas filosóficas existentes na região. Estudando com os estoicos, torna-se logo desiludido com seu conhecimento. Conhecendo os peripatéticos, frequenta um de seus professores por algum tempo, até que esse lhe solicita um salário, no que acaba abandonando sua companhia desacreditado de sua fidelidade com a filosofia. Encontrando posteriormente um mestre pitagórico, acabou afastado pelo seu desconhecimento das ciências e matemática, exigidas pela escola. Por fim, conheceu um mestre platônico que possuía grande reputação, e passou à frequentar suas lições e debates, onde ficou confiante do valor da filosofia platônica e do acesso que oferecia à verdade e às demandas religiosas já presentes em si. Justino termina frustrado também com o platonismo após um diálogo que conta ter tido com um ancião, que o convenceu da fraqueza das ideias filosóficas para responder as demandas religiosas, e da necessidade da revelação para alcançar o conhecimento verdadeiro.
A partir de então se encaminha para o cristianismo, convertendo-se com entusiasmo. Não obstante, a conversão não significou para Justino um abandono da filosofia, mas sim a sua refundação e a transformação de seu conceito - desenvolve, a partir daí, uma teoria que busca reconciliar o domínio da racionalidade filosófica com a doutrina da revelação. Para Justino, os filósofos pagãos participavam já do Logos divino, ainda que de maneira fragmentada e imperfeita. Possuíam, nesse sentido, o logos em estado germinal. Portanto, possuíam uma porção da verdade acessível, aquela própria da capacidade racional natural, que conduzia, por outro lado, à diversidade e contradição de opiniões. Não só isso, mas a história da perseguição aos filósofos se assemelhava, para ele, com a violência sofrida pelos cristãos, ambos resultando do ódio dos demônios contra o Logos. Por fim, Justino elabora uma espécie de 'filosofia da história' a emergência crescente do conhecimento divino na história da humanidade, abrangendo a história da filosofia e oferecendo uma explicação para sua transição no cristianismo. Portanto, Justino cria, pela primeira vez, um lugar explícito para a filosofia dentro da religião cristã, reivindicando a herança da cultura pagã em seus aspectos positivos.

## Boécio
Pais da Igreja nos seus primeiros séculos, cujos escritos formam a base da compreensão patrística.
- Inácio de Antioquia (35 – 108)
- Papa Clemente I (35 – 100 ou 101)
- Policarpo de Esmirna (69 – 155)
- Justino (100 – 165)
- Ireneu de Lyon (120 – 202)
- Clemente de Alexandria (150 – 215)
- Tertuliano (160 – 225)
- Orígenes (185 – 254)
- Cipriano de Cartago (210 – 258)
- Atanásio de Alexandria (296 – 373)
- Basílio de Cesareia (330 – 379)
- Gregório de Nazianzo (329 – 389)
- Gregório de Níssa (330 – 395)
- Jerônimo (347 – 430)
- Agostinho de Hipona (354 – 430)
- Vicente de Lérins († 445)
- Cirilo de Alexandria (375 ou 378 – 444)
- Máximo, o Confessor (580 – 662)
- Isaque de Nínive (613 – 700)
- João Damasceno (675 – 749)